# Gianfranco Labarthe
Gianfranco Alberto Labarthe Tome (ur. 20 września 1984 w Limie) – peruwiański piłkarz występujący na pozycji napastnika. Obecnie jest zawodnikiem Universitario de Deportes.
Labarthe grał w dwóch angielskich klubach - Huddersfield Town oraz Derby County. Przebywał także na testach w Shrewsbury Town. W 2005 roku powrócił do Peru, a konkretnie do Sport Boys Callao. Jednak po trzech sezonach podpisał kontrakt z Universitario de Deportes, gdzie występuje do dziś.